# Cantó de Lei Meas
El cantó de Lei Meas és un cantó francès del departament dels Alps de l'Alta Provença, situat al districte de Dinha. Té sis municipis i el cap és Lei Meas.

## Municipis
- Lo Castelet
- Entrevenas
- Malijai
- Lei Meas
- Aurason
- Puegmichèu

## Història
| Data d'elecció                           | Identitat        | Partit        | Qualitat |
| ---------------------------------------- | ---------------- | ------------- | -------- |
| 1964-1970                                | Marcel Sauvecane | SFIO          |          |
| 1970-1982                                | Raymond Philippe | PCF           |          |
| 1982-2001                                | Jean Santucci    | PS            |          |
| 2001-                                    | Serge Sardella   | Divers droite |          |
| les dades anteriors no són pas conegudes |                  |               |          |
|                                          |                  |               |          |

| 1962  | 1968  | 1975  | 1982  | 1990  | 1999  | 2006   |
| ----- | ----- | ----- | ----- | ----- | ----- | ------ |
| 5.316 | 6.151 | 6.610 | 7.305 | 8.316 | 9.269 | 10.725 |